# إيوان (مغني)
ايوان (16 أغسطس 1980-) مغني وممثل لبناني.

## حياته ومشواره الفني
ولد في صيدا، هو الأخ الأكبر لثلاثة أشقاء مازن هيثم ورشا، درس إدارة الفنادق وحصل على الماجيستير في إدارة الفنادق دخل الجيش بعدها لمدة سنة وتفرغ للتلحين فلحن لعدة مطربين منهم باسمة أغنية والخد متكي وفارس كرم أغنية سكر نبات وكارول سماحة 
في بداية مشواره الفني كتب لنفسه أغنية قول «ان شاءالله» واختار لها لحن تركي اشتراه وبترخيص من اصحابه وبعد النجاح الذي حققته هذه الأغنية كتب ولحن أغنية أخرى تحت اسم «ذنبي ايه»
اشتهر باللون الرومانسي في الأداء حيث حصل على جائزة أفضل مطرب صاعد سنة 2003
بعد انتهاء عقده مع شركة ميلودي لم يرغب بتجديد عقده معهم. وفي يناير 2015 وقع عقدا مع شركة مزيكا لإنتاج أعماله.

## أعماله

### ألبومات
| الألبوم    | العام | المنتج |
| ---------- | ----- | ------ |
| قلبي سهران | 2004  | ميلودي |
| ارجع ليا   | 2007  | ميلودي |
| 100نورت    | 2017  | مزيكا  |

### فيديوكليبات
| الأغنية                | المخرج        | المنتج          |
| ---------------------- | ------------- | --------------- |
| قول انشالله            | وليد ناصيف    | ميلودي          |
| ذنبي إيه               | وليد ناصيف    | ميلودي          |
| قلبي سهران             | ناصيف كوزمان  | ميلودي          |
| أهلا وسهلا             | هاني خشفة     | ميلودي          |
| ولا في الأحلام         | جاد شويري     | ميلودي          |
| لبناني                 | جاد شويري     | ميلودي          |
| إنسى                   | أحمد يسري     | ميلودي          |
| خدتها                  | يحيى سعادة    | ميلودي          |
| أكبر كذابة             | انغريد شويري  | ميلودي          |
| أشوفك (النسخة الأولى)  | جاد شويري     | ميلودي          |
| أشوفك (النسخة الثانية) | مي الياس      | ميلودي          |
| إديني جنبك             | شربل يوسف     | ميلودي          |
| الليلة عيد             | هاني الشيباني | شو هاوس برودكشن |
| حكيك حلو               | هيثم بعاصيري  | إنتاج خاص       |
| قوية                   | شريف فرنسيس   | مزيكا           |
| عالبال يوماتي          | محمد رمزي     | مزيكا           |
| يا 100نورت             | جان سعيد      | مزيكا           |
| بفتكر الخير            | وصالة         | مزيكا           |

### في التمثيل
- 2009: شارك في فيلمحفل زفاف بمشاركة الفنان محمد رياض ونخبة من نجوم التمثيل المصريين

### مشاركته في رقص النجوم
- 2013: شارك كمتسابق في برنامج رقص النجوم في نوفمبر 2013 بمشاركة ساندرا إيليا لكنه خرج في البرايم الثالث [5]

### أغاني مسلسلات
- 2016: الأكابر

## وصلات خارجية
- ايوان على موقع قاعدة بيانات الأفلام العربية
- ايوان على موقع ميوزك برينز (الإنجليزية)